# Saurita gracula
Saurita gracula är en fjärilsart som beskrevs av Paul Dognin 1911. Saurita gracula ingår i släktet Saurita och familjen björnspinnare. Inga underarter finns listade.